# Tarcalsko-tordská konfese
Tarcalsko-tordská konfese (lat. oficiálně Compendium doctrinae christianae, neform. Confessio Tartzaliensi (Tarczal) - Tordensis, maď. Tarcal-Tordai hitvallás, slov. Tarcalsko-tordské vyznanie viery) je označení souboru věroučných dokumentů přijatých na kalvínských synodách v uherských městech Tarcal a Torda v letech 1561–1563.
Konfese vychází z učení Theodora Bezy.
První vydání Tarcalsko-tordské konfese se nezachovalo; známé je až druhé vydání z roku 1565, financované Zuzanou Lorántffyovou. Opětovně byla vydána v Sárospataku roku 1655.